# Georg Nauheim

Georg Nauheim

Georg Wilhelm Nauheim (* 3. April 1871 in Essen; † 28. Juli 1930 ebenda) war ein deutscher Politiker (Deutsche Zentrumspartei).

## Leben und Wirken
Nach dem Besuch einer katholischen Volksschule und der höheren Bürgerschule (spätere Humboldt-Realschule, heutige Frida-Levy-Gesamtschule) in Essen erlernte Nauheim das Bäcker- und Konditorenhandwerk. Zwischendurch leistete er seinen Militärdienst als Einjährig-Freiwilliger beim Königin Augusta Garde-Grenadier-Regiment Nr. 4 ab. 
1897 übernahm Nauheim das Geschäft seiner Eltern, das er mindestens bis ins Jahr 1928 als Bäckermeister führte und zu einer Großbäckerei entwickelte. 
Erste politische Erfahrungen sammelte Nauheim auf kommunaler Ebene: 1915 wurde er für die katholische Zentrumspartei Stadtverordneter in Essen, was er ununterbrochen bis zu seinem Tode blieb. 1923 übernahm er den Vorsitz der Zentrumsfraktion in der Stadtverordnetenversammlung. Daneben engagierte er sich führend in Berufsorganisationen und dem gewerblichen Genossenschaftswesen.
Im Mai 1928 ließ er sich als Kandidat des Zentrums in den Reichstag wählen, dem er bis zu seinem Tod im Juli 1930 angehörte. Er vertrat den Wahlkreis 23 (Düsseldorf West). Auf das Amt des Fraktionsvorsitzenden verzichtete er.
Georg Nauheim wurde auf dem Segeroth-Friedhof beigesetzt.